# كلية العلوم (جامعة الوادي الجديد)
كلية العلوم جامعة الوادي الجديد هي كلية مصرية أنشئت سنة 2022.

## مبني الكلية
مبنى كلية العلوم الذي يُقام على مساحة 5500 متر مسطح، ويتكون من ثلاثة أجنحة لأقسام (الكيمياء والفيزياء والجيولوجيا والرياضة والحيوان والنبات)، ويضم 6 مدرجات و13 معملًا طلابيًا و12 معملًا بحثيًا و8 فصول وأربع قاعات دراسية ومكتبة.